# Vörös skorpió
A Vörös skorpió (eredeti cím: Red Scorpion) 1988-ban bemutatott amerikai akciófilm, melyet Joseph Zito rendezett.
Az Amerikai Egyesült Államokban 1989. április 21-én került a mozikba. A film negatív kritikákat kapott, emellett bírálatok érték, amiért az apartheidet támogató dél-afrikai kormány finanszírozta, Jack Abramoff amerikai lobbista közreműködésével.
1994-ben mutatták be folytatását Vörös skorpió 2. címmel, mely azonban csak címében kapcsolódik az eredeti műhöz.

## Cselekmény
Nyikolaj Petrovics Racsenko szovjet hadnagyot, a Szpecnaz tagjaként Afrikába, (a valóságban nem létező) Mombakába küldik, hogy segítse a szovjet, csehszlovák és kubai fegyveres erőket a helyi antikommunista kormányellenes lázadók elleni harcban. Feladata likvidálni Ango Sundatát, a mozgalom vezetőjét. Racsenko verekedést kezdeményez a helyi bárban, majd letartóztatása után Sundata parancsnokának és jobbkezének, Kallundának a cellájába kerül. Segít neki és amerikai riporter társának megszökni, így elnyerve bizalmukat.
Sundata táborába elérve már csak a szovjetek pusztításainak nyomait találják. Racsenko elkezdi megkérdőjelezni hazája brutális megszálló módszereit. Később mégis Sundata életére tör, de a lázadók időben felfedezik valódi szándékait és sorsára hagyják a sivatagban. Orosz és kubai társai rátalálnak, de kudarca miatt kegyvesztetté válik és megkínozzák. A halálraítélt Racsenko megszökik börtönéből, a sivatagban étlen-szomjan vándorolva egy Gao nevű busman férfi talál rá és siet a segítségére. Elsajátítja a nép kultúráját és egy beavatási ceremónia során skorpiót égetnek a mellkasára. 
A békés busmanok elleni szovjet támadás után Racsenko csatlakozik a lázadókhoz és közös erővel ütnek rajta a szovjetek bázisán. Egy kísérleti fegyvert megszerezve végez a megszállókkal és végül a helikopterrel menekülő próbáló Oleg Vortek tábornokot is kiiktatja. A lázadóknak így sikerül legyőzniük a szovjeteket és felszabadítani hazájukat.

## Szereplők
| Szerep                              | Színész           | Magyar hang     | Magyar hang       |
| Szerep                              | Színész           | 1. szinkron     | 2. szinkron       |
| ----------------------------------- | ----------------- | --------------- | ----------------- |
| Nyikolaj Petrovics Racsenko hadnagy | Dolph Lundgren    | Hankó Attila    | Rékasi Károly     |
| Kallunda Kintash                    | Al White          | Bognár Zsolt    | Borbiczki Ferenc  |
| Dewey Ferguson                      | M. Emmet Walsh    | Kránitz Lajos   | Láng József       |
| Oleg Vortek szovjet tábornok        | T. P. McKenna     | Várkonyi András | Dobránszky Zoltán |
| Alfonso Callaraga kubai tábornok    | Anthony Fridjhon  |                 |                   |
| Hernando Zayas kubai ezredes        | Carmen Argenziano | Csankó Zoltán   | Kőszegi Ákos      |
| Ciro Mendez kubai őrmester          | Alex Colon        | Pethes Csaba    | Balázsi Gyula     |
| Miroslav Krasnov kubai őrmester     | Brion James       | Balázsi Gyula   | Varga Tamás       |
| Ango Sundata                        | Ruben Nthodi      | Melis Gábor     | Cs. Németh Lajos  |
| Noe Kossongo                        | Nomsa Nene        |                 |                   |
| Elano                               | Elijah Dhlamini   |                 |                   |
| Gao                                 | Regopstaan        |                 |                   |

## Kritikai visszhang
A Rotten Tomatoes 12 kritika alapján mindössze 17%-ra értékelte.

## Fordítás
- Ez a szócikk részben vagy egészben  a   Red Scorpion című angol Wikipédia-szócikk ezen változatának fordításán alapul.  Az eredeti cikk szerkesztőit annak laptörténete sorolja fel. Ez a jelzés csupán a megfogalmazás eredetét és a szerzői jogokat jelzi, nem szolgál a cikkben szereplő információk forrásmegjelöléseként.